# Listrognathus tirkyi
Listrognathus tirkyi là một loài tò vò trong họ Ichneumonidae.